# Philautus tytthus
Philautus tytthus é uma espécie de anura da família Rhacophoridae.
Pode ser encontrada nos seguintes países: Myanmar e possivelmente China.